# Thalestris normani
Thalestris normani är en kräftdjursart som beskrevs av T. Scott 1903. Thalestris normani ingår i släktet Thalestris och familjen Thalestridae. Inga underarter finns listade i Catalogue of Life.